# Природный парк «Северо-западный полуостров Панай»
Природный парк «Северо-западный полуостров Панай» расположен на острове Панай, в провинциях Аклан и Антике на Филиппинах. Он был организован президентом страны Глорией Макапагал-Арройо 18 апреля 2002 года (Президентский указ № 186) на площади 120,09 км².
Площадь охраняемой территории распределена между муниципалитетами Набас, Малай, Буруанга, Либертад и Пандан.

## Рельеф и растительность
Природный парк расположен примерно в 60 км к северо-западу от Калибо, на полуострове Буруанга. Растительность характеризуется вечнозеленым тропическим лесом, занимающим площадь около 50 км². Старовозрастные  диптерокарповые и бамбуковые леса являют собой одну из последних относительно нетронутых водораздельных биосистем Западных Висайских островов. В топографии преобладают северные предгорья Центральных Панайских гор (англ.).
Природный парк играет важную водосборную роль - реки, текущие с гор, снабжают водой населенные пункты со стотысячным  населением и многочисленных туристов. 

## Фауна
Не менее важна роль этой природоохранной территории в сохранении биоразнообразия тропических лесов, особенно видов, эндемичных для Филиппин.
Среди животных, здесь обитающих, такие редкие позвоночные, как:
- Висайская бородавчатая свинья  вид, находящийся под угрозой исчезновения.
- Филиппинский пятнистый олень  вид, находящийся под угрозой исчезновения, обитающий в основном в лесах островов Панай и Негрос.
- Негросский земляной голубь вид, находящийся под угрозой исчезновения, обитающий на островах Панай и Негрос.
- Синешапочный благородный попугай  эндемик Филиппин.
- Рыжехвостый калао-пенелопидес птица-носорог, находящаяся под угрозой исчезновения, обитающая на нескольких островах Филиппин.
- Рыжеголовая птица-носорог находящийся под угрозой исчезновения вид птицы-носорога, обитающий в лесах на островах Негрос и Панай.
- Varanus mabitang  находящийся под угрозой исчезновения плодоядный варан, обитающий только на острове Панай.